# Qadsia SC (Kuwait)
Qadsia Sporting Club (tiếng Ả Rập: نادي القادسية الرياضي) là một câu lạc bộ bóng đá Kuwait. Đóng quân ở Thành phố Kuwait, Qadsia Club là một trong những câu lạc bộ nổi tiếng nhất tại Kuwait. Al Qadsia được thành lập vào năm 1953 và nó được gọi là Al Jazira trước khi được đổi tên thành Qadsia SC vào ngày 20 Tháng 10 năm 1960. Qadsia hiện đang chơi tại Kuwaiti Premier League và đã giành 17 chức vô địch tại giải đấu này.
Sân nhà Qadsia là Mohammed Al-Hamad Stadium, nằm ở Hawalli và là sân vận động lớn thứ tư ở Kuwait. Qadsia có lượng người hâm mộ lớn nhất ở Kuwait, nhiều hơn bất kỳ đội bóng nào.

## Lịch sử
Qadsia SC là một trong những đội Kuwait đầu tiên được thành lập tại Kuwait cùng Al-Arabi và Kuwait SC. Họ bắt đầu thi đấu bóng đá trong mùa bóng 1961-1962 và đứng thứ hai trong ba năm liên tiếp sau Al-Arabi. Chức vô địch đầu tiên của họ đã đến trong mùa giải 1968-1969.
Suốt 20 năm Qadsia 5 lần giành chức vô địch tại giải đấu và nhiều danh hiệu khác. Cũng như thi đấu tại GCC Champions League.
TỪ 2002, Al-Arabi không bao giờ giành được chức vô địch làm Qadisa làm có sự thống trị trong bóng đá bằng cách chiến thắng các giải đấu ba lần sau vượt qua Al-Arabi SC và sau đó mất ba chức vô địch vào Kuwait SC sau đó chiến thắng nó lại bốn lần liên tiếp làm Qadsia trở thành đội thứ hai tại Kuwait để giành chiến thắng giải đấu bốn lần liên tiếp, Qadsia SC đã được đến trận chung kết nếu AFC Cup hai lần trong năm 2010 và 2013 nhưng bị đánh mất cả hai chức vô địch đầu tiên vào Al-Ittihad Aleppo từ Syria 2010 và Kuwait SC 2013. Trong mùa giải 2013-14 Al Qadsia giành danh hiệu thứ 16 của họ.
Trong năm 2014, Qadsia vô địch AFC Cup lần đầu tiên trong trân chung kết lần thứ ba của họ.

## Danh hiệu
53 chức vô địch chính thức

### Trong nước
- Kuwaiti Premier League
  - Vô địch (17): 1968–69, 1970–71, 1972–73, 1974–75, 1975–76, 1977–78, 1991–92, 1998–99, 2002–03, 2003–04, 2004–05, 2008–09, 2009–10, 2010–11, 2011–12, 2013–14, 2015–16
- Kuwait Emir Cup
  - Vô địch (16): 1964–65, 1966–67, 1967–98, 1971–72, 1973–74, 1974–75, 1978–79, 1988–89, 1993–94, 2002–03, 2003–04, 2006–07, 2009–10, 2011–12, 2012–13, 2014–15
- Kuwait Crown Prince Cup
  - Vô địch (8): 1998, 2002, 2004, 2005, 2006, 2009, 2013, 2014
- Kuwait Federation Cup
  - Vô địch (4): 2007–08, 2008–09, 2010–11, 2012–13
- Kuwait Super Cup
  - Vô địch (4): 2009, 2011, 2013, 2014
- Al Kurafi Cup
  - Vô địch (2): 2002–03, 2005–06

### Quốc tế
- AFC Cup: 1
  - Vô địch(1): 2014
- GCC Champions League: 2
  - Vô địch (2): 2000, 2005

## Futsal
Futsal Kuwait bắt đầu vào năm 2009, nơi Qadsia thi đấu tại đây.
- Kuwaiti Futsal League:2

2012-13, 2013–14
- Kuwait Futsal Federation Cup:5

2010-11, 2011–12, 2013–14, 2014–15, 2015-16
- Kuwait Futsal Super Cup:2

2012-13, 2013–14

## Đội hình hiện tại
Ghi chú: Quốc kỳ chỉ đội tuyển quốc gia được xác định rõ trong điều lệ tư cách FIFA. Các cầu thủ có thể giữ hơn một quốc tịch ngoài FIFA.
| Số | VT | Quốc gia | Cầu thủ                   |
| -- | -- | -------- | ------------------------- |
| 2  | HV | Kuwait   | Khalid El Ebrahim         |
| 4  | HV | Kuwait   | Abdurahman Al-Enezi       |
| 6  | HV | Kuwait   | Khaled Al Qahtani         |
| 8  | TV | Kuwait   | Saleh Al Sheikh           |
| 14 | TV | Kuwait   | Talal Al Amer             |
| 15 | TĐ | Kuwait   | Soud Al Mejmed            |
| 17 | TĐ | Kuwait   | Bader Al-Mutawa (captain) |
| 18 | HV | Kuwait   | Amer Al Fadhel            |

| Số | VT | Quốc gia | Cầu thủ            |
| -- | -- | -------- | ------------------ |
| 22 | TM | Kuwait   | Nawaf Al Khaldi    |
| 23 | TM | Kuwait   | Ahmed Al Fahdli    |
| 25 | HV | Kuwait   | Dhari Said         |
| 26 | TV | Kuwait   | Mohammad Al Fahad  |
| 28 | TV | Kuwait   | Mohammad Al Fadhli |
| 35 | HV | Kuwait   | Soud Al Ansari     |

## Hiệu suất trong các mùa giải AFC
- AFC Champions League: 5 lần tham dự

2004:Không vượt qua vòng loại
2006: Bán kết
2008: Tứ kết
2014: Vòng loại thứ 3
2015: Vòng loại thứ 3
- AFC Cup: 6 lần tham dự

2010: Chung kết
2011: Vòng 1/16
2012: Vòng 1/16
2013: Chung kết
2014: Vô địch
2015: Bán kết
- Asian Club Championship: 1 lần tham dự

2000: Vòng loại đầu tiên (Rút lui)
- Asian Cup Winners Cup: 1 lần tham dự

1994–95: Vòng loại thứ hai
| Mùa giải | Giải đấu                | Vòng      |                                      | Câu lạc bộ         | Sân nhà             | Sân khách         |
| -------- | ----------------------- | --------- | ------------------------------------ | ------------------ | ------------------- | ----------------- |
| 1991     | Asian Cup Winners Cup   | Vòng 1    | Jordan                               | Al Faisaly         | -                   | -                 |
| 1995     | Asian Cup Winners Cup   | Vòng 1    | Oman                                 | Al Oruba Sur       | 2–0                 | 0–1               |
|          |                         | Vòng 2    | Qatar                                | Al Sadd            | -                   | 0–2               |
| 2000     | Asian Club Championship | Vòng 1    | Yemen                                | Al-Wahda           | -                   | -                 |
| 2005–06  | AFC Champions League    | Group     | Iran                                 | Foolad             | 2–0                 | 0–6               |
|          |                         | Group     | Uzbekistan                           | Pakhtakor          | 2–1                 | 2–2               |
|          |                         | Group     | Syria                                | Al Ittihad         | 1–0                 | 2–2               |
|          |                         | Bán kết   | Các Tiểu vương quốc Ả Rập Thống nhất | Al Ain             | 2–2                 | 3–0               |
|          |                         | Tứ kết    | Syria                                | Al-Karamah         | 0–1                 | 0–0               |
| 2007–08  | AFC Champions League    | Group     | Uzbekistan                           | Pakhtakor          | 2–2                 | 1–0               |
|          |                         | Group     | Iraq                                 | Arbil              | 1–1                 | 2–4               |
|          |                         | Group     | Qatar                                | Al-Gharafa         | 1–0                 | 1–0               |
|          |                         | Tứ kết    | Nhật Bản                             | Urawa              | 3–2                 | 0–2               |
| 2010     | AFC Cup                 | Group     | Ấn Độ                                | East Bengal        | 4–1                 | 3–2               |
|          |                         | Group     | Syria                                | Al Ittihad         | 3–0                 | 0–0               |
|          |                         | Group     | Liban                                | Al Nejmeh          | 1–1                 | 3–1               |
|          |                         | Vòng 1/16 | Ấn Độ                                | Churchill Brothers | 2–1                 |                   |
|          |                         | Tứ kết    | Thái Lan                             | Thai Port          | 3–0                 | 0–0               |
|          |                         | Bán kết   | Bahrain                              | Riffa              | 4–1                 | 0–2               |
|          |                         | Chung kết | Syria                                | Al-Ittihad         | 1–1 (aet) 2–4 (pso) |                   |
| 2011     | AFC Cup                 | Group     | Uzbekistan                           | Shurtan            | 4–0                 | 1–1               |
|          |                         | Group     | Syria                                | Al-Ittihad         | 3–2                 | 2–0               |
|          |                         | Group     | Yemen                                | Al-Saqr            | 3–0                 | 2–2               |
|          |                         | Vòng 1/16 | Kuwait                               | Al-Kuwait          | 2–2 (aet) 2–3 (pso) |                   |
| 2012     | AFC Cup                 | Group     | Oman                                 | Al-Suwaiq          | 2–0                 | 5–1               |
|          |                         | Group     | Syria                                | Al-Ittihad         | 5–2                 | 0–1               |
|          |                         | Group     | Jordan                               | Al-Faisaly         | 1–2                 | 1–1               |
|          |                         | Vòng 1/16 | Kuwait                               | Al-Kuwait          | 1–1 (aet) 1–3 (pso) |                   |
| 2013     | AFC Cup                 | Group     | Syria                                | Al-Shorta          | 0–1                 | 2–0               |
|          |                         | Group     | Jordan                               | Al-Ramtha          | 2–2                 | 3–0               |
|          |                         | Group     | Tajikistan                           | Ravshan            | 3–0                 | 3–1               |
|          |                         | Vòng 1/16 | Oman                                 | Fanja SC           | 4–0                 |                   |
|          |                         | Tứ kết    | Syria                                | Al-Shorta          | 0–0                 | 2–2               |
|          |                         | Bán kết   | Jordan                               | Al-Faisaly         | 2–1                 | 1–0               |
|          |                         | Chung kết | Kuwait                               | Al-Kuwait          | 0–2                 |                   |
| 2014     | AFC Champions League    | Vòng 1    | Oman                                 | Al-Suwaiq          | 1–0                 |                   |
|          |                         | Vòng 2    | Các Tiểu vương quốc Ả Rập Thống nhất | Bani Yas           | 4–0                 |                   |
|          | Vòng 3                  | Qatar     | El Jaish                             | 0–3                |                     |                   |
|          | AFC Cup                 | Group     | Iraq                                 | Al Shorta SC       | 3–0                 | 0–0               |
|          |                         | Group     | Bahrain                              | Al-Hidd            | 2–0                 | 2–3               |
|          |                         | Group     | Syria                                | Al-Wahda           | 1–1                 | 3–1               |
|          |                         | Vòng 1/16 | Jordan                               | That Ras           | 4–0                 | 4–0               |
|          |                         | Tứ kết    | Bahrain                              | Al-Hidd            | 1–1                 | 2–2               |
|          |                         | Bán kết   | Indonesia                            | Persipura Jayapura | 4–2                 | 6–0               |
|          |                         | Chung kết | Iraq                                 | Arbil              | 0–0(aet) 4–2(pso)   | 0–0(aet) 4–2(pso) |
| 2015     | AFC Champions League    | Playoff 2 | Jordan                               | Al-Wehdat SC       | 1–0                 | 1–0               |
|          |                         | Playoff 3 | Ả Rập Xê Út                          | Al-Ahli            | 1–2                 | 1–2               |
|          | AFC Cup                 | Group     | Turkmenistan                         | FC Ahal            | 2–0                 | 1–0               |
|          |                         | Group     | Tajikistan                           | FC Istiklol        | 2–2                 | 0–2               |
|          |                         | Group     | Iraq                                 | Arbil              | 1–2                 | 1–0               |
|          |                         | Vòng 1/16 | Jordan                               | Al-Wehdat SC       | 1–0                 | 1–0               |
|          |                         | Tứ kết    | Syria                                | Al-Jaish           |                     |                   |

Ban huấn luyện
- Antonio Puche – Huấn luyện viên trưởng
- Roberto Espada Gallardo – Trợ lý huấn luyện viên và huấn luyện viên thể chất
- Ahmed Dashti –Huấn luyện viên thủ môn
- Hasan Saif – Điều phối viên

## Chủ tịch và quản lý

### Chủ tịch trong lịch sử
Qadsia đã có nhiều chủ tịch trong quá trình lịch sử hình thành của họ.
|                          | \| Tên \| Năm \| \| ------------------------ \| --------- \| \| Suliman Al-Khaled \| 1960–1961 \| \| Faisel Al-Mutawa \| 1961–1962 \| \| Rashed Al-Rashed \| 1962–1963 \| \| Khaled Al-Masaod \| 1963–1965 \| \| Khaled Al-Hamed \| 1965–1966 \| \| Mohammed Al-Hamed \| 1966–1967 \| \| Khaled Al-Masaod \| 1967–1968 \| \| Khaled Al-Hamad \| 1968–1970 \| \| Fahad Al-Ahmad Al-Subah \| 1970–1979 \| \| Khaled Al-Hamad \| 1979–1985 \| \| Yousef Al-Mushari \| 1985–1987 \| \| Abdulaziz Al-Mokhled \| 1989 \| \| Abdulmohsen Al-Faris \| 1989–1997 \| \| Talal Al-Fahad Al-Subah \| 1997–2010 \| \| Fawaz Al Hasawi \| 2010–2012 \| \| Khaled Al-Fahad Al-Sabah \| 2012– \| |
| Tên                      | Năm |
| Suliman Al-Khaled        | 1960–1961 |
| Faisel Al-Mutawa         | 1961–1962 |
| Rashed Al-Rashed         | 1962–1963 |
| Khaled Al-Masaod         | 1963–1965 |
| Khaled Al-Hamed          | 1965–1966 |
| Mohammed Al-Hamed        | 1966–1967 |
| Khaled Al-Masaod         | 1967–1968 |
| Khaled Al-Hamad          | 1968–1970 |
| Fahad Al-Ahmad Al-Subah  | 1970–1979 |
| Khaled Al-Hamad          | 1979–1985 |
| Yousef Al-Mushari        | 1985–1987 |
| Abdulaziz Al-Mokhled     | 1989 |
| Abdulmohsen Al-Faris     | 1989–1997 |
| Talal Al-Fahad Al-Subah  | 1997–2010 |
| Fawaz Al Hasawi          | 2010–2012 |
| Khaled Al-Fahad Al-Sabah | 2012– |

### Quản lý trong lịch sử
Dưới đây là danh sách các huấn luyện viên Qadsia từ năm 1960 cho đến ngày nay.
|                     | \| Tên \| Quốc tịch \| Năm \| \| ------------------- \| --------- \| --------- \| \| Mohammed Al Hamed \| \| 1960–1962 \| \| Abdulmhsen Al Faris \| \| 1962–1963 \| \| Omar Shendi \| \| 1963–1965 \| \| Aladdin Niazi \| \| 1965–1966 \| \| Jan Cestić \| \| 1966–1967 \| \| Vojin Božović \| \| 1967–1970 \| \| Ronald Lewin \| \| 1970–1972 \| \| Žarko Mihajlović \| \| 1972–1975 \| \| Peter McBride \| \| 1975–1977 \| \| Mohammed Al Masaod \| \| 1976–1977 \| \| Tomason \| \| 1977 \| \| Žarko Mihajlović \| \| 1977–1978 \| \| Ronald Lewin \| \| 1978–1979 \| \| Abdullah Al Asfor \| \| 1979–1980 \| \| Bonero \| \| 1980–1983 \| \| Miljan Miljanić \| \| 1983–1985 \| \| Bobby Campbell \| \| 1985–1986 \| \| Saleh Zakria \| \| 1986–1987 \| \| Luiz Felipe Scolari \| \| 1987–1990 \| \| Vola \| \| 1990–1992 \| \| Luiz Felipe Scolari \| \| 1992–1993 \| \| Alexandru Moldovan \| \| 1993 \| \| Dragan \| \| 1993–1995 \| \| Mohammed Al Zaer \| \| 1995 \| \| Ednaldo Patricio \| \| 1995–1997 \| \| Vellar \| \| 1997–1998 \| \| Jorvan Vieira \| \| 1997–1999 \| \| Mohammed Ibrahem \| \| 1999–2000 \| \| Fakro Al Deen \| \| 2000 \| \| Senad Kreso \| \| 2000–2001 \| \| Branko Totak \| \| 2001 \| \| Radojko Avramović \| \| 2001 \| \| Willem Leushuis \| \| 2001–2002 \| \| Mohammed Ibrahem \| \| 2002–2004 \| \| Duílio \| \| 2004–2005 \| \| Mohammed Ibrahem \| \| 2005–2007 \| \| José Garrido \| \| 2007–2008 \| \| Mohammed Ibrahem \| \| 2008–2011 \| \| Rodion Gačanin \| \| 2011–2012 \| \| Mohammed Ibrahem \| \| 2012–2014 \| \| Tareq AlAhmad \| \| 2014-2014 \| \| Antonio Puche \| \| 2014–2015 \| \| Rashed Al Bediah \| \| 2015– \| |           |
| Tên                 | Quốc tịch | Năm       |
| Mohammed Al Hamed   | Kuwait | 1960–1962 |
| Abdulmhsen Al Faris | Kuwait | 1962–1963 |
| Omar Shendi         | Ai Cập | 1963–1965 |
| Aladdin Niazi       | Syria | 1965–1966 |
| Jan Cestić          | Cộng hòa Liên bang Xã hội chủ nghĩa Nam Tư | 1966–1967 |
| Vojin Božović       | Cộng hòa Liên bang Xã hội chủ nghĩa Nam Tư | 1967–1970 |
| Ronald Lewin        | Anh | 1970–1972 |
| Žarko Mihajlović    | Cộng hòa Liên bang Xã hội chủ nghĩa Nam Tư | 1972–1975 |
| Peter McBride       | Scotland | 1975–1977 |
| Mohammed Al Masaod  | Kuwait | 1976–1977 |
| Tomason             | Đan Mạch | 1977      |
| Žarko Mihajlović    | Cộng hòa Liên bang Xã hội chủ nghĩa Nam Tư | 1977–1978 |
| Ronald Lewin        | Anh | 1978–1979 |
| Abdullah Al Asfor   | Kuwait | 1979–1980 |
| Bonero              | Tây Ban Nha | 1980–1983 |
| Miljan Miljanić     | Cộng hòa Liên bang Xã hội chủ nghĩa Nam Tư | 1983–1985 |
| Bobby Campbell      | Anh | 1985–1986 |
| Saleh Zakria        | Kuwait | 1986–1987 |
| Luiz Felipe Scolari | Brasil | 1987–1990 |
| Vola                | Ý | 1990–1992 |
| Luiz Felipe Scolari | Brasil | 1992–1993 |
| Alexandru Moldovan  | România | 1993      |
| Dragan              | Cộng hòa Liên bang Xã hội chủ nghĩa Nam Tư | 1993–1995 |
| Mohammed Al Zaer    | Kuwait | 1995      |
| Ednaldo Patricio    | Brasil | 1995–1997 |
| Vellar              | Hà Lan | 1997–1998 |
| Jorvan Vieira       | Brasil | 1997–1999 |
| Mohammed Ibrahem    | Kuwait | 1999–2000 |
| Fakro Al Deen       | Bosna và Hercegovina | 2000      |
| Senad Kreso         | Bosna và Hercegovina | 2000–2001 |
| Branko Totak        | Croatia | 2001      |
| Radojko Avramović   | Serbia | 2001      |
| Willem Leushuis     | Hà Lan | 2001–2002 |
| Mohammed Ibrahem    | Kuwait | 2002–2004 |
| Duílio              | Brasil | 2004–2005 |
| Mohammed Ibrahem    | Kuwait | 2005–2007 |
| José Garrido        | Bồ Đào Nha | 2007–2008 |
| Mohammed Ibrahem    | Kuwait | 2008–2011 |
| Rodion Gačanin      | Croatia | 2011–2012 |
| Mohammed Ibrahem    | Kuwait | 2012–2014 |
| Tareq AlAhmad       | Kuwait | 2014-2014 |
| Antonio Puche       | Tây Ban Nha | 2014–2015 |
| Rashed Al Bediah    | Kuwait | 2015–     |

## Nhà tài trợ
- ooredoo Telecom
- Samsung
- Power Horse
- Givova